# Équipe de France de football en 1966
Chronologie
Saison précédente Saison suivante
Cet article traite de l'année 1966 de l'équipe de France de football.
- Henri Guérin est démis de ses fonctions le 3 septembre. Jean Snella et José Arribas prennent en charge l'entrainement et la sélection de l'équipe nationale.
- En match amical, les remplacements (pour blessure ) sont désormais autorisés par la FIFA.

## Les matchs
| Date              | Stade                                  | Adversaire       | Score | Comp          | Buteurs français                           |
| 19 mars 1966      | Parc des Princes Paris, France         | Italie           | N 0-0 | A             | -                                          |
| 20 avril 1966     | Parc des Princes Paris, France         | Belgique         | D 0-3 | A             | -                                          |
| 6 juin 1966       | Stade Lénine Moscou, URSS              | Union soviétique | N 3-3 | A             | Blanchet (19e), Gondet (21e), Bonnel (78e) |
| 13 juillet 1966   | Wembley Stadium Londres, Angleterre    | Mexique          | N 1-1 | CM (1er tour) | Hausser (22e)                              |
| 15 juillet 1966   | White City Stadium Londres, Angleterre | Uruguay          | D 1-2 | CM (1er tour) | De Bourgoing (77e pen)                     |
| 20 juillet 1966   | Wembley Stadium Londres, Angleterre    | Angleterre       | D 0-2 | CM (1er tour) | -                                          |
| 28 septembre 1966 | Népstadion Budapest, Hongrie           | Hongrie          | D 2-4 | A             | Gondet (26e), Revelli (58e)                |
| 22 octobre 1966   | Parc des Princes Paris, France         | Pologne          | V 2-1 | QCE           | Di Nallo (26e) & Lech (85e)                |
| 11 novembre 1966  | Stade du Heysel Bruxelles, Belgique    | Belgique         | D 1-2 | QCE           | Lech (67e)                                 |
| 26 novembre 1966  | Stade Municipal Luxembourg, Luxembourg | Luxembourg       | V 3-0 | QCE           | Herbet (8e), Revelli (40e), Lech (41e)     |

A : match amical. QCE : match qualificatif du Championnat d'Europe de football 1968

## Les joueurs
| Joueurs                                                                |    |     |    |    |    |    |    |    |    |    |
| Gardiens de but                                                        |    |     |    |    |    |    |    |    |    |    |
| Marcel Aubour (OL)                                                     | 90 | 90  |    | 90 | 90 | 90 |    |    |    |    |
| Daniel Eon (FC Nantes) (1re sélection)                                 |    |     | 90 |    |    |    |    |    |    |    |
| Georges Carnus (Stade de Paris)                                        |    |     |    |    |    |    | 90 | 90 | 90 | 90 |
| Défenseurs                                                             |    |     |    |    |    |    |    |    |    |    |
| Bernard Bosquier (FCSM/ASSE)                                           | 90 | 90  | 90 | 90 | 90 | 90 | 90 |    |    | 90 |
| Marcel Artélésa (ASM/OM) (dernières sélections)                        | 90 | 90  | 90 | 90 | 90 | 90 |    |    |    | 90 |
| André Chorda (Girondins de Bordeaux) (dernières sélections)            | 90 | 90  | 90 |    |    |    | 90 | 90 | 90 | 90 |
| Robert Budzynski (FC Nantes)                                           | 90 |     | 90 | 90 | 90 | 90 | 90 | 90 | 90 |    |
| Robert Péri (Girondins de Bordeaux) (2de sélection)                    | 90 |     |    |    |    |    |    |    |    |    |
| Jean Djorkaeff (OL/OM)                                                 |    | 90  | 90 | 90 | 90 | 90 | 90 | 90 | 90 | 90 |
| Gabriel De Michèle (FC Nantes) (1re sélection)                         |    |     |    | 90 |    |    |    |    |    |    |
| Claude Robin (FC Nantes) (1re sélection)                               |    |     |    |    |    |    | r8 | 90 | 90 |    |
| Milieux                                                                |    |     |    |    |    |    |    |    |    |    |
| Robert Herbin (ASSE)                                                   | 90 | 90  | 90 | 90 |    | 90 |    |    |    |    |
| Jacky Simon (FC Nantes)                                                | 90 | 90  |    |    | 90 | 90 | 82 | 90 | 90 |    |
| Joseph Bonnel (US Valenciennes-Anzin)                                  |    | 90  | 90 | 90 | 90 | 90 |    |    |    | 90 |
| Yves Herbet (RC Paris Sedan)                                           |    |     |    |    | 90 | 90 |    | 90 |    | 90 |
| Jean-Claude Suaudeau (FC Nantes) (1re sélection)                       |    |     |    |    |    |    | 90 | 90 | 90 |    |
| Attaquants                                                             |    |     |    |    |    |    |    |    |    |    |
| Gérard Hausser (RCS) (dernières sélections)                            | 90 | 45  | 90 | 90 | 90 | 90 | 90 |    | 90 |    |
| Philippe Gondet (FC Nantes)                                            | 90 | 90  | 90 | 90 | 90 | 90 | 90 |    |    |    |
| Edmond Baraffe (dernières sélections)                                  | 90 | 90  |    |    |    |    |    |    |    |    |
| Bernard Blanchet (FC Nantes) (1re sélection)                           |    | r45 | 90 |    |    |    |    |    | 90 |    |
| Nestor Combin (AC Torino) (7e sélection)                               |    |     |    | 90 |    |    |    |    |    |    |
| Hector De Bourgoing (Girondins de Bordeaux) (3e et dernière sélection) |    |     |    |    | 90 |    |    |    |    |    |
| Georges Lech (RC Lens)                                                 |    |     |    |    |    |    | 90 | 90 | 90 | 90 |
| Hervé Revelli (ASSE) (1re sélection)                                   |    |     |    |    |    |    | 90 |    | 90 | 90 |
| Fleury Di Nallo (4esélection) (OL)                                     |    |     |    |    |    |    |    | 90 |    |    |
| Paul Courtin (RC Lens) (1re et dernière sélection)                     |    |     |    |    |    |    |    | 90 |    |    |
| Michel Watteau (RC Paris Sedan) (1re et dernière sélection)            |    |     |    |    |    |    |    |    |    | 90 |
| Laurent Robuschi (Girondins de Bordeaux) (5e et dernière sélection)    |    |     |    |    |    |    |    |    |    | 90 |